# Villaguay (departement)
Villaguay is een departement in de Argentijnse provincie Entre Ríos. Het departement (Spaans: departamento) heeft een oppervlakte van 6.753 km² en telt 48.416 inwoners. Analfabetisme is 8% in 2001.

## Plaatsen in departement Villaguay
- Estación Raíces
- Ingeniero Sajaroff
- Jubileo
- Lucas Norte
- Lucas Sur Primera
- Lucas Sur Segundo
- Mojones Norte
- Mojones Sur
- Paraje Los Algarrobos
- Paso de la Laguna
- Raíces Oeste
- Villa Clara
- Villa Domínguez
- Villaguay